# Alan Smith (fotbalista, 1962)
Alan Martin Smith (* 21. listopadu 1962 Hollywood, Worcestershire) je bývalý anglický fotbalista. Hrál za Leicester City a Arsenal. 2× byl králem střelců anglické ligy. Rozhodl finále PVP 1994.

## Hráčská kariéra
Alan Smith začínal v Alvechurch. V roce 1982 přestoupil do Leicesteru City, kde byl až do roku 1985 jeho spoluhráčem v útoku Gary Lineker. Hned v 1. sezoně postoupili do 1. ligy.
V roce 1987 Smith přestoupil do londýnského Arsenalu. V ročnících 1988/89 a 1990/91 se stal Arsenal mistrem. Sám Smith se v obou mistrovských ročnících stal králem střelců anglické ligy. V sezoně 1992/93 Arsenal vyhrál oba domácí poháry. V ročníku 1993/94 vyhrál Arsenal PVP, když ve finále porazil Parmu 1:0 gólem Smithe z 20. minuty.
Za Anglii hrál Alan Smith ve 13 utkáních a dal 2 góly. Byl v týmu Anglie na ME 1992.

## Statistiky

### Klub
Zdroj:
| Sezona         | Klub    | Divize          | Liga | Liga | FA Cup | FA Cup | League Cup | League Cup | Evropa | Evropa | Celkem | Celkem |
| Sezona         | Klub    | Divize          | Záp. | Góly | Záp.   | Góly   | Záp.       | Góly       | Záp.   | Góly   | Záp.   | Góly   |
| -------------- | ------- | --------------- | ---- | ---- | ------ | ------ | ---------- | ---------- | ------ | ------ | ------ | ------ |
| Leicester City | 1982–83 | Second Division | 39   | 13   | 1      | 1      | 1          | 0          | —      | —      | 41     | 14     |
| Leicester City | 1983–84 | First Division  | 40   | 15   | 1      | 0      | 2          | 1          | —      | —      | 43     | 16     |
| Leicester City | 1984–85 | First Division  | 39   | 12   | 4      | 2      | 2          | 1          | —      | —      | 45     | 15     |
| Leicester City | 1985–86 | First Division  | 40   | 19   | 1      | 0      | 1          | 0          | —      | —      | 42     | 19     |
| Leicester City | 1986–87 | First Division  | 42   | 17   | 1      | 1      | 3          | 2          | —      | —      | 46     | 20     |
| Leicester City | Celkem  | Celkem          | 200  | 76   | 8      | 4      | 9          | 4          | —      | —      | 217    | 84     |
| Arsenal        | 1987–88 | First Division  | 39   | 11   | 3      | 1      | 8          | 4          | —      | —      | 50     | 16     |
| Arsenal        | 1988–89 | First Division  | 36   | 23   | 2      | 0      | 5          | 2          | —      | —      | 43     | 25     |
| Arsenal        | 1989–90 | First Division  | 38   | 10   | 2      | 0      | 4          | 3          | —      | —      | 44     | 13     |
| Arsenal        | 1990–91 | First Division  | 37   | 22   | 8      | 2      | 4          | 3          | —      | —      | 49     | 27     |
| Arsenal        | 1991–92 | First Division  | 39   | 12   | 1      | 1      | 2          | 0          | 4      | 4      | 46     | 17     |
| Arsenal        | 1992–93 | Premier League  | 31   | 3    | 7      | 1      | 7          | 2          | —      | —      | 45     | 6      |
| Arsenal        | 1993–94 | Premier League  | 25   | 3    | 2      | 1      | 5          | 1          | 9      | 2      | 41     | 7      |
| Arsenal        | 1994–95 | Premier League  | 19   | 2    | 1      | 0      | 3          | 1          | 4      | 1      | 27     | 4      |
| Arsenal        | Celkem  | Celkem          | 264  | 86   | 26     | 6      | 38         | 16         | 17     | 7      | 347    | 115    |
| Celkem         | Celkem  | Celkem          | 464  | 162  | 34     | 10     | 47         | 20         | 17     | 7      | 564    | 199    |

## Úspěchy

### Klub
Arsenal
- First Division: 1988/89, 1990/91
- FA Cup: 1992/93
- League Cup: 1992/93
- Pohár vítězů pohárů: 1993/94

### Individuální
- Nejlepší střelec anglické ligy: 1988/89, 1990/91